# جيني هولزر
جيني هولزر (29 يوليو 1950) فنانة أميركية تنتمي لتيار الفن التصويري الحديث، تستقر حاليًا في بلدة هوسكيت في نيويورك. تهدف أعمالها بشكل أساسي إلى إيصال الأفكار والمعاني في المساحات العامة التي تتضمن منشآت ممتدة على مساحات واسعة ولوحات إعلانية ولوحات العرض على الأبنية وغيرها من المنشآت وكذلك عروض إلكترونية مضيئة.
تنتمي هولزر إلى فئة الجيل النسوي من الفنانين الذين ظهروا نحو عام 1980، وكانت عضوًا فاعلًا في جمعية نيويورك للفنانين خلال تلك الفترة وشاركت في معرض ذا تايمز سكوير شو.

## حياتها المبكرة ودراستها
ولدت هولزر في 29 يوليو عام 1950 في غاليبوليس، أوهايو، وكان طموحها منذ الصغر أن تصبح رسامة تجريدية. شملت دراساتها دورات فنية عامة في جامعة ديوك في دورهام في ولاية كارولينا الشمالية (1970-1968)، وبعدها دورات في الرسم والطباعة في جامعة شيكاغو قبل أن تنهي إجازتها في الفنون الجميلة من جامعة أوهايو، أثينا، أوهايو (1972). حضرت هولزر في عام 1974 دورات صيفية في مدرسة رود آيلاند للتصميم وانضمت إلى برنامج المدرسة للحصول على شهادة الماستر في الفنون الجميلة عام 1975. انتقلت إلى مانهاتن عام 1976 وانضمت إلى برنامج الدراسة المستقل التابع لمتحف ويتني وبدأت أول عمل لها مع اللغة والتركيبات والفن العام. كانت كذلك عضوًا فاعلًا ضمن جمعية فناني نيويورك «كولاب».

## الأسلوب، الشكل والوسائط
اشتهرت هولزر بانتمائها لتيار الفن المفاهيمي الجديد. عرضت معظم أعمالها ضمن المساحات العامة وتضمنت كلمات وأفكار، أو ما يعرف بفن الكلمة (يعرف أيضًا بالفن النصي). يعتبر البعد العام في هذا النوع جزء لا يتجزأ من أعمال هولزر. تضمنت تشكيلاتها الفنية ذات المساحات الواسعة لوحات إعلانية ولوحات عرض على المباني وغيرها من المنشآت المعمارية وكذلك عروض إلكترونية مضيئة. أصبحت الصمامات الثنائية الباعثة للضوء الوسيط العنصر الأكثر وضوحًا في أعمالها، على الرغم من أن أسلوبها الفني اشتمل على طيف واسع من الملصقات الطرقية والعلامات المطلية والمقاعد الحجرية والرسومات والصور الفوتوغرافية والأصوات والفيديوهات وإسقاطات العرض والإنترنت وقمصان لويل سميث وسيارة سباق من نوع بي إم دبليو. كانت الإسقاطات النصية المضاءة أساسية في أعمال هولزر منذ عام 1996. بدأ استخدامها للصمامات الثنائية الباعثة للضوء منذ عام 2010 يميل أكثر لشكل المنحوتات أو التماثيل. لم تعد هولزر من يصمم النصوص الفنية الخاصة بها وعادت في السنوات التالية إلى جذورها في الرسم.
استعملت هولزر أحرفًا كبيرة فقط في أعمالها وكلمات وعبارات بخط مائل بشكل متكرر. وقالت إنها تريد بذلك أن: «تعطي القليل من الإحساس بالإلحاح وتعبر بصوت عالٍ عما تريد».
تنتمي هولزر إلى فئة الجيل النسوي من الفنانين الذين ظهروا نحو عام 1980، وبحثوا عن طرق جديدة لجعل السرد أو التعليق جزءًا متضمنًا من المادة البصرية. كانت عضوًا فاعلًا في «كولاب» خلال تلك الفترة وشاركت في المعرض الشهير ذا تايم سكوير شو. من الفنانات المعاصرات لها في تلك الفترة باربرا كروغر وسندي شيرمان وسارة تشارلورث ولويس لولر.
ارتبطت موضوعات أعمال هولزر عادة بالنسوية والجنسانية. ناقشت أعمالها مواضيع حساسة مثل الاعتداء الجنسي ضد النساء. قالت إنها تنجذب لذلك النوع من المسائل الحساسة ربما بسبب الخلل العائلي الذي عانت منه خلال حياتها وصرحت أيضًا: «لا نحتاج مزيدًا من الأعمال حول الفرح والابتهاج».

## أعمالها

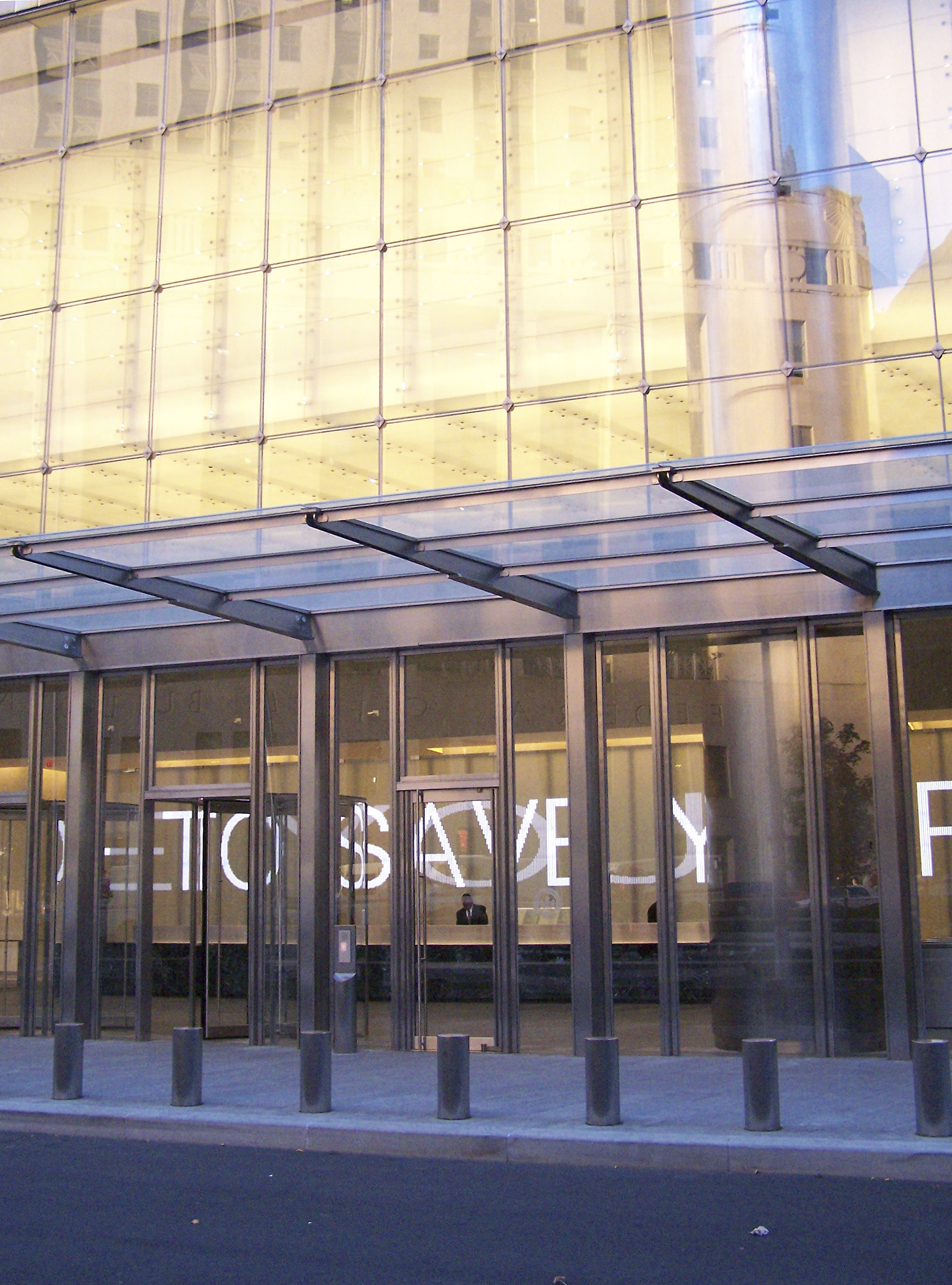
7 مركز التجارة العالمي.. جيني هولزر

تعد الأعمال العامة لهولزر «البديهيات» (79-1977) من بين أكثر أعمالها شهرة. ظهرت تلك الأعمال أولًا كصحف الفضائح المجهولة دون اسم أو توقيع، وكانت مطبوعة بخط أسود مائل بأحرف كبيرة على خلفية بيضاء وملصقة على الأبنية والجدران والأسيجة في مدينة مانهاتن وحولها. كانت هذه العبارات الذكية المنتقاة بعناية نتيجة قراءات متبحرة قامت بها هولزر عندما كانت طالبة ضمن برنامج ويتني الدراسي المستقل. طبعت كذلك المزيد من تلك العبارات على الملصقات الإعلانية والتجارية والقمصان ونحتت بعضها على المقاعد الحجرية. عرضت أعمال هولزر من ملصقات بريدية ومنشورات طرقية ضمن معرض سوشيال استراتيجيز الذي شاركت فيه فنانات من معهد الفنون المعاصرة في لندن برعاية لوسي ليبارد في أواخر عام 1980.  
بدأت هولزر في عام 1981 بسلسلة ليفينغ، طبعتها على لوحات ألمنيوم وبرونز واستخدمت طريقة العرض هذه من قبل الأبنية الطبية والحكومية. جسدت سلسلة ليفينغ هذه الاحتياجات الضرورية في الحياة اليومية: الأكل والتنفس والنوم والعلاقات الإنسانية. ترافقت عباراتها القصيرة البسيطة تلك مع لوحات الفنان الأمريكي بيتر نادين. جسدت صور الرجال والنساء التي ألصقها نادين على أعمدة معدنية فراغ الحياة من المعنى في عصر المعلومات هذا.
كانت المقالات التحريضية عبارة عن ملصقات نفذتها هولزر بين عامي 1979 و1982 وعرضت في جميع أنحاء نيويورك. تأثرت التصريحات التي تضمنتها الملصقات بشخصيات سياسية مشهورة مثل إيما غولدمان وفلاديمير لينين وماو تسي تونغ.